# 南威爾斯主線
南威爾斯主線（英語：South Wales Main Line），起初稱為倫敦、布里斯托爾及南威爾斯直接鐵路或布里斯托爾及南威爾斯直接鐵路，是英國大西部主線的支線。此線由倫敦－布里斯托爾線分支，先停靠布里斯托爾帕克韋站，然後經塞韋恩隧道進入南威爾斯。